# Am heiligen Brunnen 2 (Quedlinburg)

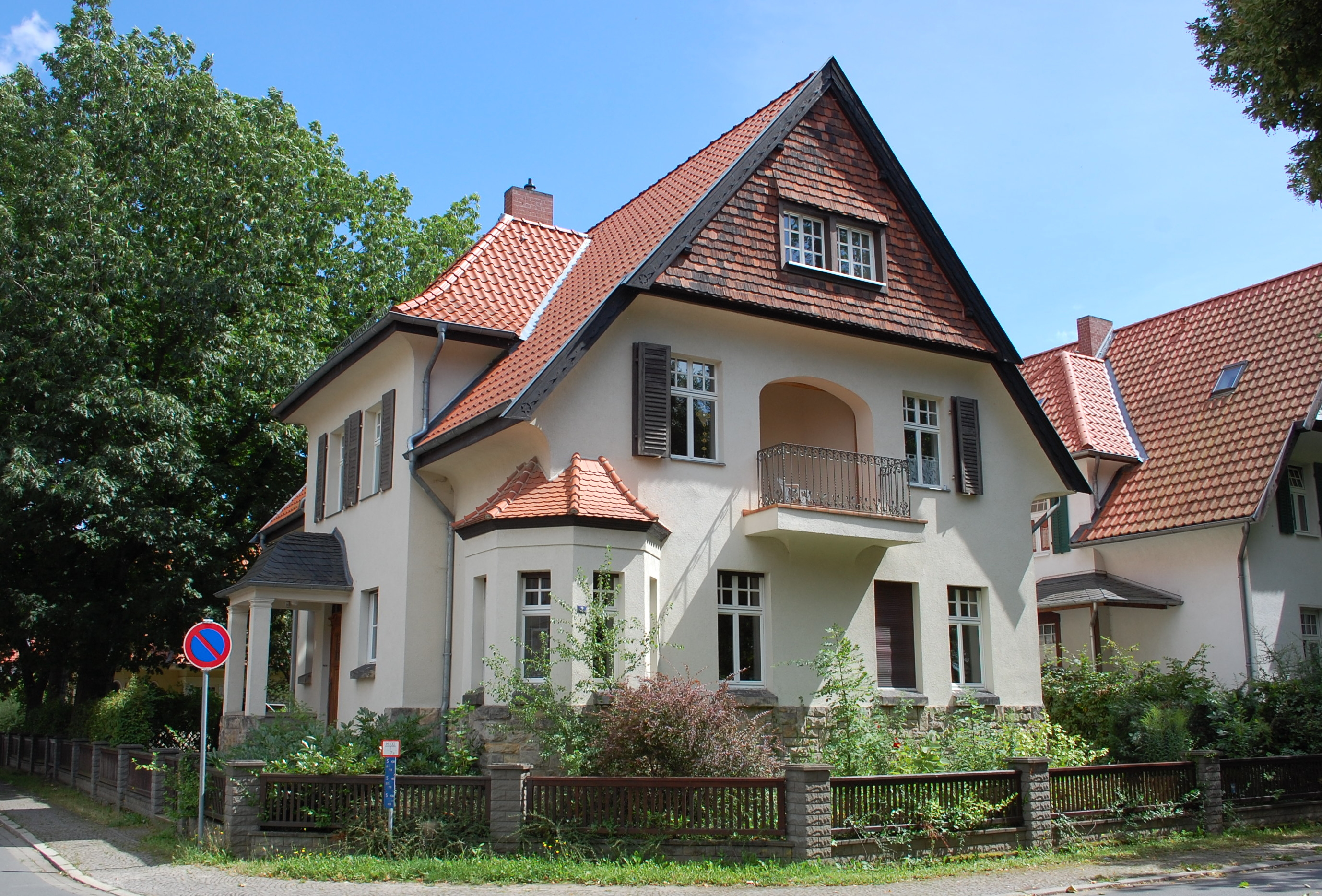
Haus Am heiligen Brunnen 2

Das Haus Am heiligen Brunnen 2 ist ein denkmalgeschütztes Gebäude in der Stadt Quedlinburg in Sachsen-Anhalt.

## Lage
Das Gebäude befindet sich nördlich der historischen Quedlinburger Innenstadt an der Einmündung der Straße Am heiligen Brunnen auf die Bossestraße. Es ist im Quedlinburger Denkmalverzeichnis als Wohnhaus eingetragen.

## Architektur und Geschichte
Das Wohnhaus entstand in den Jahren 1909/10 nach einem Entwurf des Maurermeisters H. Baranke. Bedeckt ist das im Stil der Heimatbewegung errichtete Gebäude mit einem steilen Satteldach. Markant ist der für den Heimatstil typische Giebel.